# 摩天輪列表

## 正在營運中的摩天輪
1. 阿联酋杜拜，艾因杜拜（Dubai Eye）（總高210公尺，自2022年起停止对外开放，仅保留夜间灯饰演出）[1]
2. 美国拉斯維加斯，豪客摩天轮（High Roller，總高167.6公尺)
3. 新加坡，新加坡摩天觀景輪（Singapore Flyer，165公尺）
4. 中国南昌市，灨江市民公園的南昌之星（160公尺）
5. 中国潍坊市，渤海之眼（145公尺）
6. 英国倫敦，倫敦眼（135公尺）
7. 中国芜湖市，松鼠小镇园区内的松鼠大风车（总高133米）
8. 澳門路氹城，建在新濠影匯兩座酒店大樓之間的影滙之星（130公尺）
9. 中国武威市，甘肃（武威）天马文化产业园暨——摩天轮主题公园的天马之眼（128公尺）
10. 中国深圳市，华侨城·欢乐港湾——湾区之光（总高度128公尺，轮径113.3公尺）
11. 日本大阪市，大阪之輪（REDHORSE Osaka Wheel）（123公尺）
12. 中国宿迁市，骆马湖的宿迁欢乐岛摩天轮（122.5公尺）
13. 中国天津市，建在海河永樂橋上的天津之眼（總高120公尺，輪徑110公尺）
14. 臺灣台中市，天空之夢摩天輪 （總高120公尺，輪徑112公尺）
15. 日本福岡市，天空之夢福岡（總高120公尺，輪徑112公尺）：已於2009年停止營業並拆除，拆除後遷至台灣台中市的麗寶樂園內重新營運。
16. 中国苏州市，苏州摩天轮主题公园中的摩天轮（120米）2021年已拆除，将重建。
17. 中国长沙市，贺龙体育文化中心摩天轮（總高120公尺，輪徑99公尺）
18. 中国郑州市，鄭州世紀歡樂園摩天輪（總高120公尺，輪徑88公尺）
19. 日本千葉縣，葛西臨海公園鑽石與花大摩天輪（117公尺）
20. 中国无锡市，太湖之星（115米）
21. 日本東京都，調色板城大摩天輪（パレットタウン大観覧車，115公尺）
22. 臺灣高雄市，義大遊樂世界摩天輪（總高115公尺 輪徑80公尺）
23. 日本大阪市，天保山大觀覽車（112.5公尺，輪徑100公尺）
24. 日本橫濱市，橫濱宇宙世界的宇宙時鐘21大摩天輪（コスモクロック21，總高112.5公尺，輪徑100公尺）
25. 中国哈爾濱市，哈爾濱遊樂園中的摩天輪（110公尺）
26. 中国上海市錦江樂園中的摩天輪（108公尺）
27. 中国昆明市七彩云南欢乐世界滇池之眼（108米）
28. 中国桂林市，桂林融创国际旅游度假区（108米）
29. 中国中山市，中山興中廣場上的幻彩摩天輪（108米）[2]
30. 臺灣高雄市，夢時代購物中心高雄之眼又名「OPEN!家族摩天輪」（總高102.5公尺，輪徑50公尺）
31. 臺灣台北市，美麗華百樂園摩天輪（總高100公尺 輪徑70公尺）
32. 臺灣雲林縣，劍湖山世界摩天輪（輪徑88公尺）
33. 中国汕頭市，星城灣歡樂世界摩天輪（總高88公尺）
34. 南非開普敦，開普輪（Cape Wheel，60公尺）
35. 香港中環，香港摩天輪（60公尺）
36. 臺灣花蓮縣，花蓮遠雄海洋公園摩天輪（輪徑31公尺）
37. 中国茂名市，茂名市小东江摩天輪（68米）

## 規劃與興建中的摩天輪
- 美国紐約史泰登島摩天輪(190.5公尺)
- 俄羅斯莫斯科，麻雀山（170公尺）
- 美国拉斯維加斯（150公尺）
- 中国常州市，时来运转摩天轮（高84公尺，轮径89公尺）
- 中国南京市，华侨城欢乐滨江摩天轮（高139公尺)